# Parafia Zaślubin Najświętszej Maryi Panny w Rudzie Kościelnej
Parafia Zaślubin Najświętszej Maryi Panny w Rudzie Kościelnej – parafia rzymskokatolicka, znajdująca się w diecezji sandomierskiej, w dekanacie Ożarów.

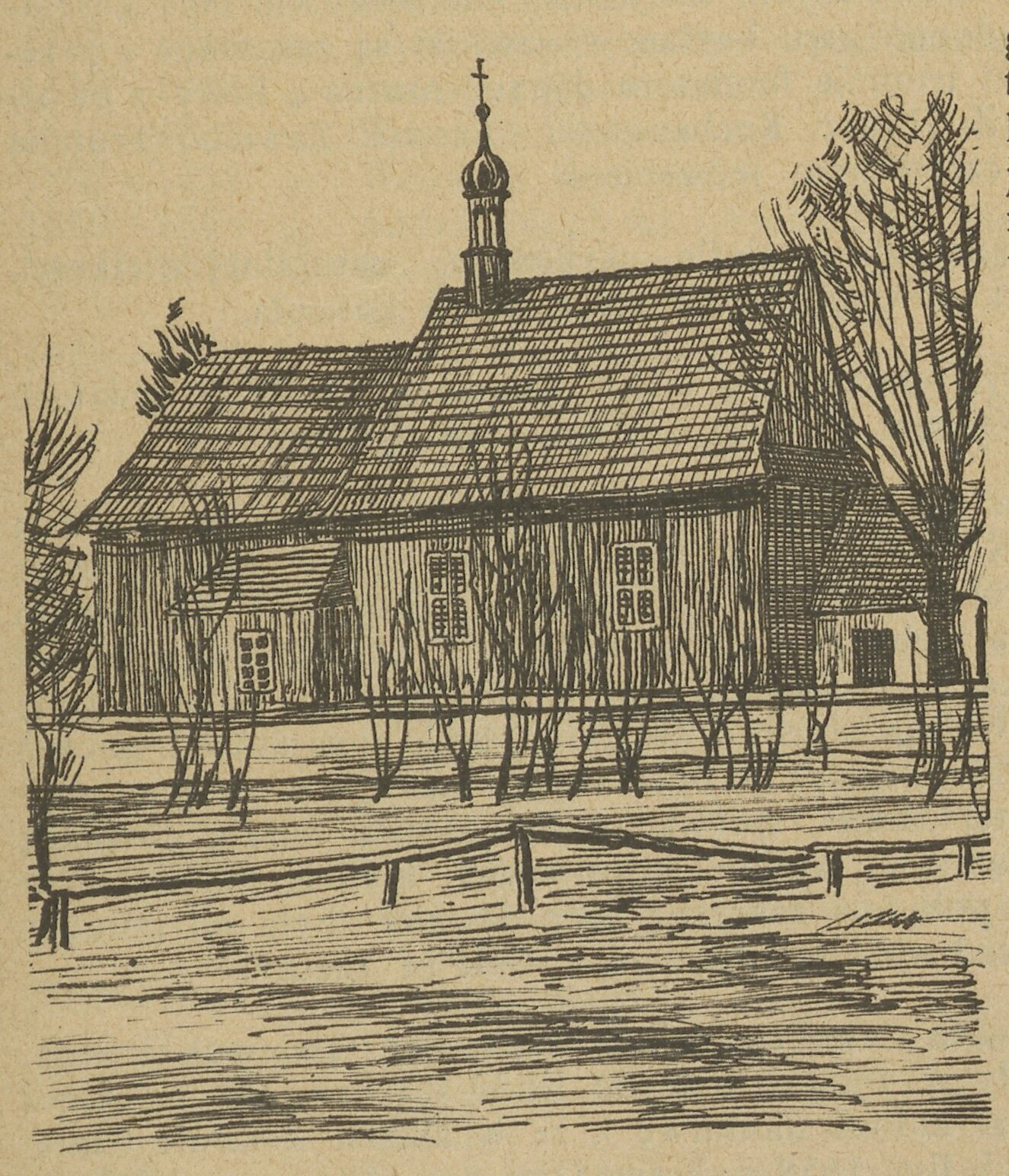
Kościół przed 1907